# Chlamigala mirabilis
Chlamigala mirabilis là một loài bọ cánh cứng trong họ Chrysomelidae. Loài này được Medvedev & Bezdek miêu tả khoa học năm 2002.